# Sonate K. 137
La sonate K. 137 (F.96/L.315) en ré majeur est une œuvre pour clavier du compositeur italien Domenico Scarlatti.

## Présentation
La sonate K. 137, en ré majeur, notée Allegro, forme une paire avec la sonate suivante. Propulsée par un mouvement perpétuel de croches, le thème est syncopé et repris quatre fois.
Christopher Hail remarque l'influence de Rameau, dans le premier double Les niais de Sologne (1724).

## Manuscrits
Le manuscrit principal est le numéro 40 du volume XV (Ms. 9771) de Venise (1749), copié pour Maria Barbara ; l'autre est Parme II 6 (Ms. A. G. 31407). Une copie figure à Saragosse, source 3, ms. B-2 Ms. 32, fos 3v-5r, no 2 (1751–1752).

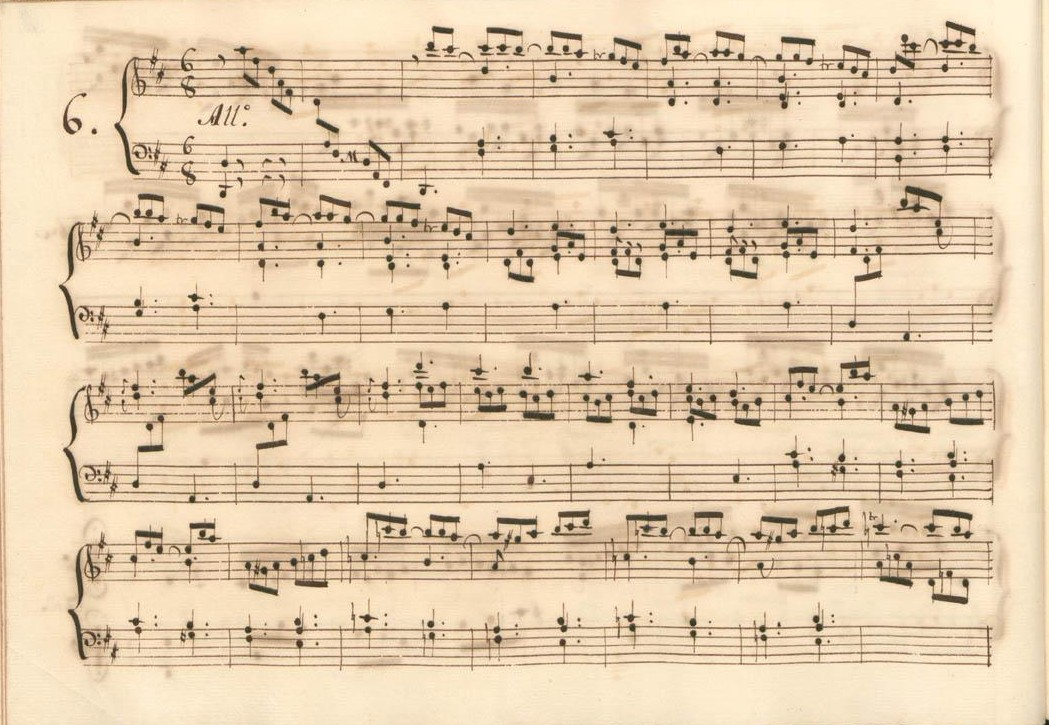
Parme II 6.
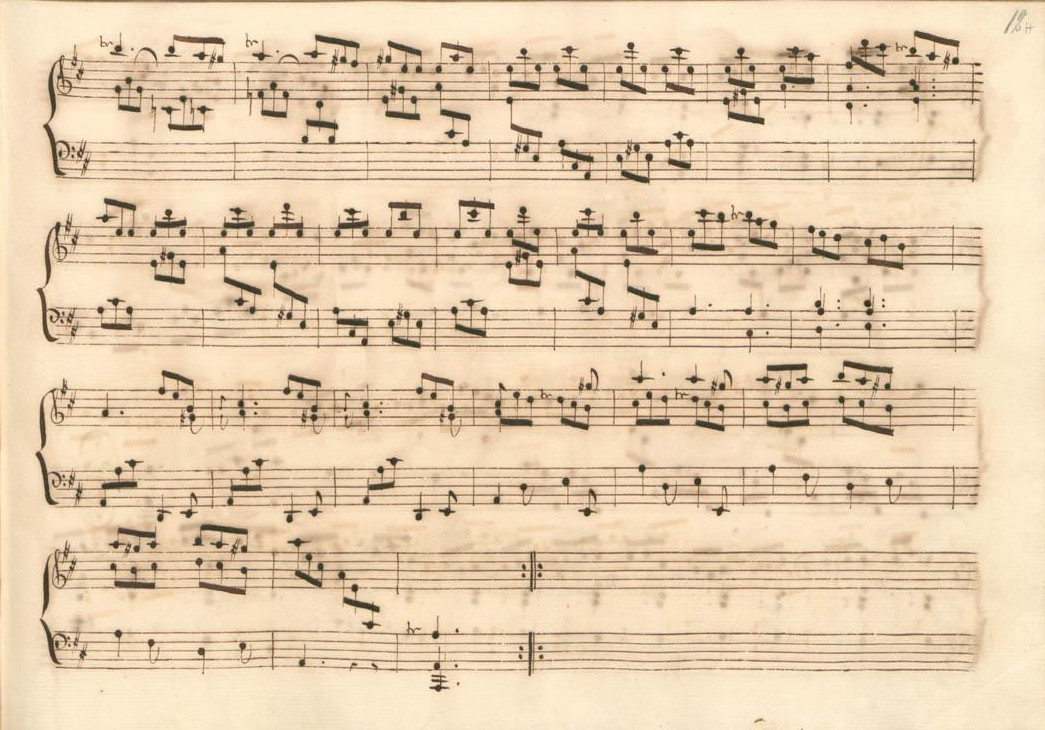
Parme II 6 (fin de la première section).
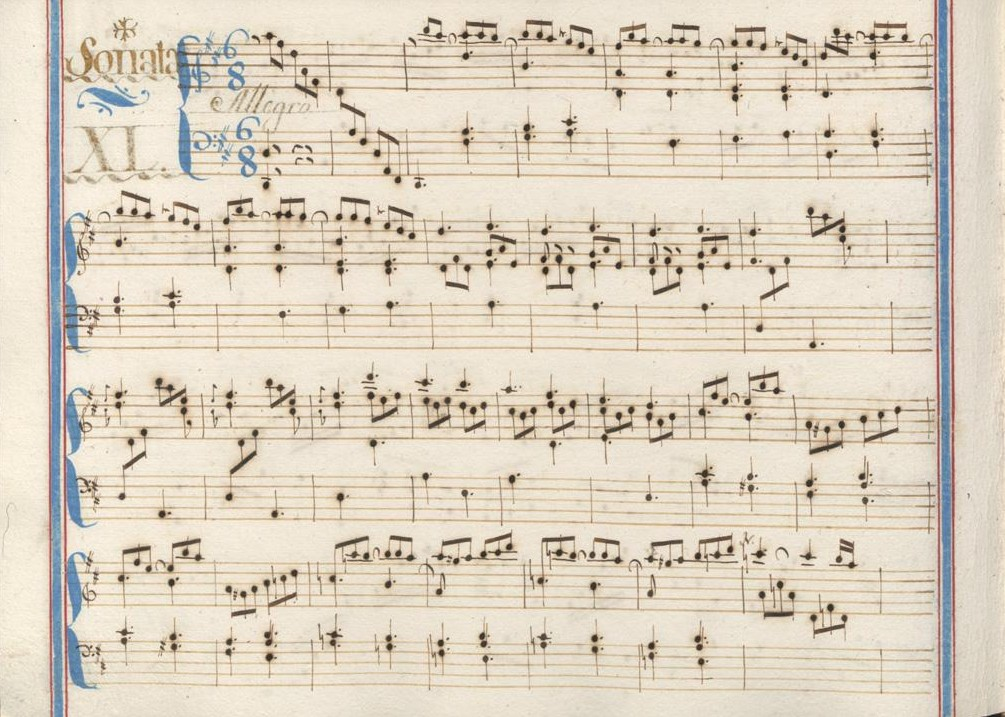
Venise XV 40.
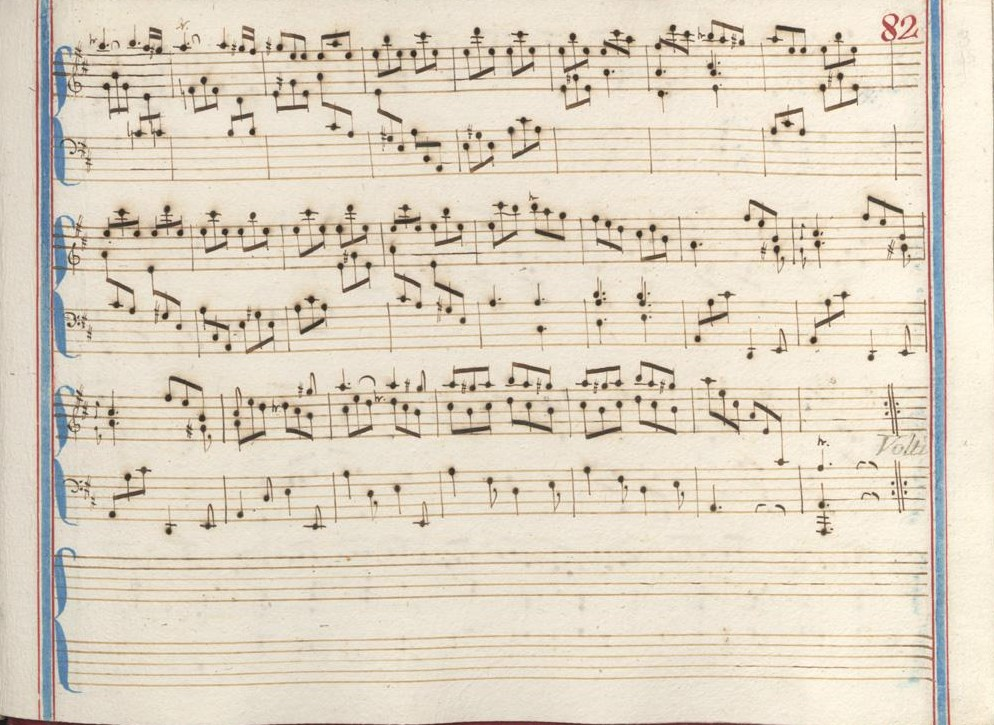
Venise XV 40 (fin de la première section).
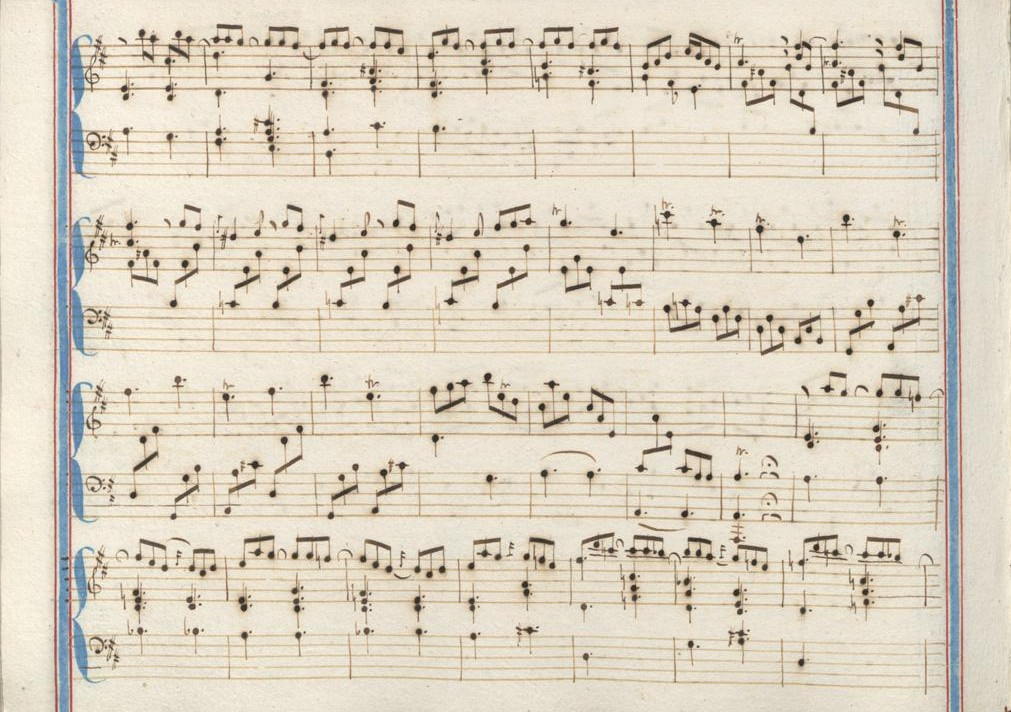
Venise XV 40 (Début de la seconde section).
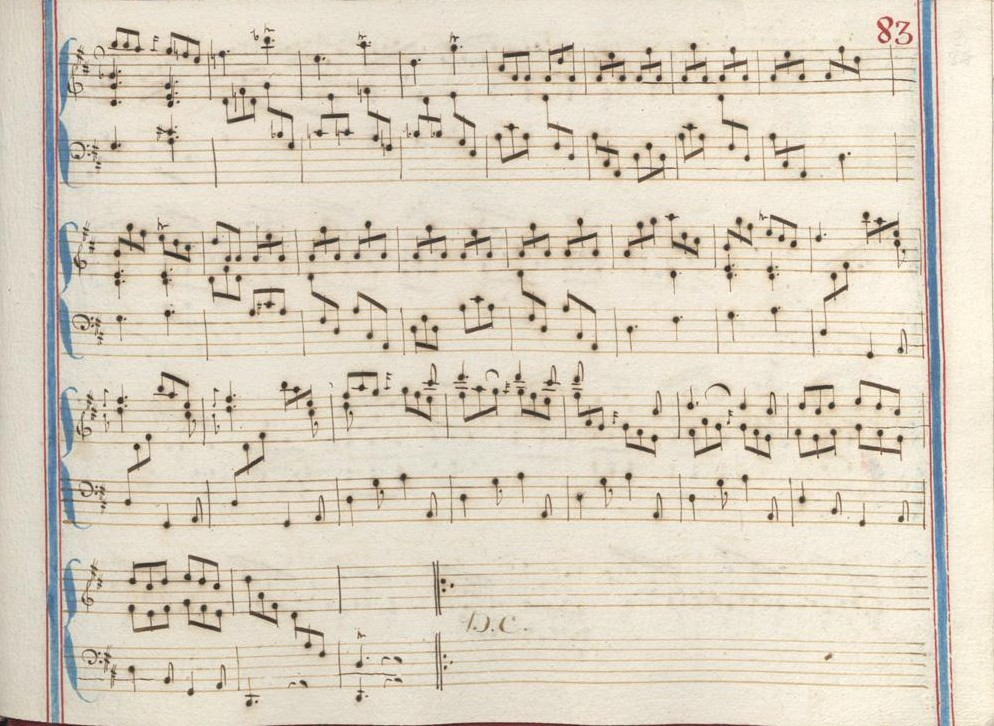
Venise XV 40 (fin de la sonate).

## Interprètes
La sonate K. 137 est défendue au piano, notamment par Kathleen Long (1950, Decca), Carlo Grante (2009, Music & Arts, vol. 1) et Christoph Ullrich (2019, Tacet, vol. 3) ; au clavecin par Scott Ross (1985, Erato), Richard Lester (2003, Nimbus, vol. 3) et Pieter-Jan Belder (Brilliant Classics, vol. 3).

## Sources
: document utilisé comme source pour la rédaction de cet article.
- Ralph Kirkpatrick (trad. de l'anglais par Dennis Collins), Domenico Scarlatti, Paris, Lattès, coll. « Musique et Musiciens », 1982 (1re éd. 1953 (en)), 493 p. (ISBN 978-2-7096-0118-4, OCLC 954954205, BNF 34689181).
- Alain de Chambure, « Domenico Scarlatti, Intégrale des sonates — Scott Ross », Erato/Éditions Costallat (2564-62092-2 (livret : 2292-45309-2)), 1985 (OCLC 891183737) .
- (es) Celestino Yáñez Navarro (thèse), Nuevas aportaciones para el estudio de las sonatas de Domenico Scarlatti. Los manuscritos del Archivo de Música de las Catedrales de Zaragoza, Université autonome de Barcelone, 2016 (lire en ligne)